# Лесун, Александр Леонидович
Александр Леонидович Лесун (род. 1 июля 1988, Борисов, Минская область) — белорусский и российский пятиборец. До 2008 года выступал за Белоруссию. Олимпийский чемпион 2016 года, многократный чемпион мира и Европы. Заслуженный мастер спорта России (2013). Старший лейтенант Вооруженных Сил Российской Федерации. Признан лучшим спортсменом России 2016 года (номинация «Гордость России») Министерством спорта России.

## Спортивная карьера
Выросший в Белоруссии Лесун с детства занимался плаванием, а в современное пятиборье пришёл только в 15-летнем возрасте. С 2005 года он начал выступать в крупных международных соревнованиях, дважды становился 3-м на юношеском чемпионате Европы. С 2007 года Александр совмещал юниорские и взрослые соревнования. Он участвовал также в «чистом» фехтовании, занимал призовые места в юниорских чемпионатах страны.
После пекинской Олимпиады Лесун перебрался из Белоруссии в Россию, назвав две причины: на родине ему запрещали заниматься профессиональным спортом по состоянию здоровья; в сборную было тяжело пробиться, так как её главный тренер покровительствовал своему личному ученику. Весной 2010 года он пробился в российскую сборную, и в мае одержал первую победу на этапе Кубка мира в Венгрии. В сентябре Александр стал 2-м на чемпионате мира, уступив партнёру по сборной Сергею Карякину. В следующем сезоне Лесун несколько раз останавливался в шаге от победы и снова уступил на чемпионате мира только россиянину — на этот раз Андрею Моисееву.
В марте 2012 году Александр выиграл этап Кубка мира в Бразилии, в мае стал чемпионом мира, а в июне одержал победу на престижном Кубке Кремля. К лондонской Олимпиаде Лесун возглавлял рейтинг UIPM, в первой шестёрке находились ещё трое россиян (Моисеев, Карякин и Илья Фролов), в то время как у страны было только две лицензии (максимальное количество) на соревнования. Выбор тренеров был сделан в пользу Лесуна и Моисеева. По итогам фехтования, своего любимого вида, Лесун делил 2-е место, плавание и конкур провёл не так успешно, но к комбайну занимал 3-е место с 9-секундным отставанием. Последний вид прошёл для него неудачно, Александр стал 4-м с большим отставанием от призёров.
На Олимпиаде в Рио-де-Жанейро установил олимпийский рекорд в фехтовании, набрав в этом виде 268 очков, и по итогам личного зачёта занял первое место.
Вторжение России на Украину
После начала российского вторжения на Украину заявил об отказе когда-либо выступать за Россию. Позднее заявил, что его слова были искажены представителями BBC, в интервью спортсменом было сказано, что он заканчивает спортивную карьеру без какого-либо политического контекста.

## Достижения

### Личные
- Олимпийский чемпион (2016) в личном первенстве.
- Чемпион (2012, 2014) и серебряный призёр (2010, 2011, 2016) чемпионатов мира в личном первенстве.
- Чемпион Европы (2014, 2017) в личном первенстве.
- Победитель этапов Кубка мира: Будапешт (2010), Рио-де-Жанейро (2012).
- Победитель Кубка мира (2014), второй призёр финала Кубка мира (2011).
- Победитель международных соревнований «Кубок Кремля» (2012, 2014), второй призёр (2011, 2013). Обладатель специального приза памяти Павла Серафимовича Леднева — двукратного олимпийского чемпиона.
- Лучший пятиборец России 2012, 2013, 2014 годов (Федерация современного пятиборья России).
- Победитель Всероссийского зимнего турнира (г. Москва 2014).
- Обладатель Премии «Серебряная Лань» за 2014 год (Александр Лесун впервые стал лауреатом этой премии среди представителей современного пятиборья. Премия «Серебряная Лань» определяется путём опроса ведущих спортивных журналистов России. Награждение проводил президент Олимпийского комитета России Александр Жуков).
- Лучший спортсмен России 2016 года и лауреат премии Министерства спорта в номинации «Гордость России».

### Командные
- Чемпион (2016) мира в смешанном первенстве.
- Победитель (2011), второй призёр (2012, 2016) в команде и третий призёр (2010, 2019) в эстафете чемпионатов мира
- Победитель чемпионата Европы (2011, 2012) в команде.

## Личная жизнь
Был женат на белорусской пятиборке, весной 2012 года у них родилась дочь Арина. Живёт в Москве.
Играет на гитаре и сочиняет песни. По окончании спортивной карьеры мечтает играть панк-рок.
Является военнослужащим Росгвардии. Имеет воинское звание «старший лейтенант» (2016).

## Награды
- Орден Дружбы (25 августа 2016 года) — за высокие спортивные достижения на Играх XXXI Олимпиады 2016 года в городе Рио-де-Жанейро (Бразилия), проявленные волю к победе и целеутремленность[6].